# 印度航空展
印度航空展（英語：Aero India）每两年举行一次，由印度国防部、印度空军等多个部门机构共同举办，每次都汇集多个国家的军用、民用航空产品展出。首届印度航空展于1996年举行。

## 歷史
印度航空展始於1996年，經過多年發展，已成為全球重要的軍事航空展覽之一。在第六屆和第七屆展會上，俄羅斯的米格-35和美國的F-16IN Super Viper戰鬥機分別首次亮相，展現了航展作為各國展示先進軍用科技平台的重要性。
最近一節的第15屆航展於2025年2月10日至14日舉行，主題為「通往數十億種機會的跑道」（The Runway to a Billion Opportunities）。展會前三天僅限商務訪客參與，後兩天則開放一般民眾入場，觀賞飛行表演與靜態展示。